# Wilton Manors
Wilton Manors, sobrenombrada the Island City, es una ciudad ubicada en el condado de Broward en el estado estadounidense de Florida. En el Censo de 2010 tenía una población de 11.632 habitantes y una densidad poblacional de 2.294,91 personas por km².

## Geografía
Wilton Manors se encuentra ubicada en las coordenadas 26°9′34″N 80°8′21″O / 26.15944, -80.13917. Según la Oficina del Censo de los Estados Unidos, Wilton Manors tiene una superficie total de 5.07 km², de la cual 5.07 km² corresponden a tierra firme y (0%) 0 km² es agua.

## Demografía
Según el censo de 2010, había 11.632 personas residiendo en Wilton Manors. La densidad de población era de 2.294,91 hab./km². De los 11.632 habitantes, Wilton Manors estaba compuesto por el 80.78% blancos, el 12.38% eran afroamericanos, el 0.26% eran amerindios, el 2.17% eran asiáticos, el 0.03% eran isleños del Pacífico, el 2.52% eran de otras razas y el 1.87% pertenecían a dos o más razas. Del total de la población el 12.88% eran hispanos o latinos de cualquier raza. Según página oficial de la ciudad, está en segundo lugar como "ciudad gay" de los EE. UU. En 2014 tanto el alcalde, Gary Resnick, como el jefe de policía, Paul O'Connell, eran públicamente gay; aquel lo tiene en su página oficial.